# Tamandaré
Tamandaré là một đô thị thuộc bang Pernambuco, Brasil. Đô thị này có diện tích 98,9 km², dân số năm 2007 là 18081 người, mật độ 182,82 người/km².